# Jens Sørensen (cykelrytter)
 Der er flere personer med dette navn, se Jens Sørensen.
Jens Sørensen (født 4. april 1941, død 21. november 2020) var en dansk cykelrytter og forsikringsmægler.

## Karriere
Sammen med John Lundgren, Leif Larsen og Kurt vid Stein blev Jens Sørensen som 19-årig nummer seks ved 4000 meter holdforfølgelse under Sommer-OL 1960 i Rom. Derudover var han medlem af Dansk Bicycle Club, og vandt i 1961 36 sejre i den professionelle række på Ordrupbanen. Samme år vandt han bronze ved danmarksmesterskaberne i sprint for professionelle, efter Palle Lykke og Bendy Pedersen. Han kørte flere seksdagesløb i Australien.

## Privat
Efter cykelkarrieren blev Jens Sørensen leder af Statsanstalten for Livsforsikrings afdeling i Hillerød. Han var gift med Annelise Sørensen (1943-2023), og fra hjemmet i Annisse fik de sammen børnene Betina, Peter og Rolf Sørensen, hvor Rolf også blev cykelrytter. Rolf er fra 1965 og den førstefødte, mens datteren som den sidstfødte kom ti år senere.
2. december 2020 blev Jens Sørensen begravet fra Vedbæk Kirke.